# Intafernes
Intafernes (Intaphernes, Ἰνταφέρνης) fou un dels set conspiradors contra els mags i Smerdis de Pèrsia.
En l'atac que van fer els conspiradors, Intafernes va perdre un ull. Quan Darios I el Gran va pujar al poder, va establir que els altres sis nobles tindrien accés directe al rei en tots els casos amb només una excepció.
Intafernes va anar a veure al rei un dia i uns servidors li van impedir el pas i els va matar. Darios va sospitar que Intafernes havia preparat una conspiració, i el va condemnar a mort juntament amb tots els homes de la seva família. Commogut, però, per les lamentacions de la dona d'Intafernes li va concedir la vida d'un membre de la família a la seva elecció; la dona va triar el seu propi germà, ja que va dir que com que els seus pares eren morts ja no podria tenir un altre germà i en canvi es podia tornar a casar i tenir més fills; el rei va perdonar el germà i a més a més el fill gran, però va fer matar Intafernes i la resta.